# The Key
The Key er en roman skrevet af Marianne Curley. Det er den tredje bog i Guardians of Time-serien, og ligesom den anden bog er den endnu ikke oversat til dansk. Handlingen udspiller sig i det fiktive Angel Falls og fokuserer på "de Udvalgte" og deres sidste og afgørende kamp mod Kaosordenen.
The Key blander ligesom de to første bøger i serien også eventyr med historiske begivenheder.